# 텔레첸트르역
텔레첸트르역(러시아어: Телецентр)은 모스크바 모노레일의 역이다. 역명은 오스탄키노 타워(러시아어: Останкинская телебашня)와 인근에 위치한 오스탄키노 기술센터(러시아어: Оста́нкино Телевизионный технический центр)에서 따온 것이다.

## 역사
텔레첸트르 역은 모노레일 선의 최초 개업 시기인 2004년 11월 20일에 개통되었다(9일 후에 개통된 남쪽 종착역 티미랴젭스카야 제외). 단 두 편성의 열차만이 노선에서 운행되었고, 열차 배차 간격은 30분, 운영 시간은 10시부터 16시까지였다. 승객들은 울리차 세르게야 아이젠슈테이나 역에서만 열차에 탑승할 수 있었다. 2008년 1월 10일, 모노레일은 6:50 ~ 23:00 승객을 위한 정기 운행을 시작했고, 어느 역에서나 열차에 탑승할 수 있게 되었다. 또한, 가격은 50루블에서 19루블로 인하되었다.

## 같이 보기
- (러시아어) 모노레일 역사 소개